# Trigonostemon capillipes
Trigonostemon capillipes är en törelväxtart som först beskrevs av Joseph Dalton Hooker, och fick sitt nu gällande namn av Airy Shaw. Trigonostemon capillipes ingår i släktet Trigonostemon och familjen törelväxter. Inga underarter finns listade i Catalogue of Life.